# HD 219134 b
HD 219134 bまたはグリーゼ892b(英語:Gliese 892b)とは、地球から見てカシオペヤ座の方向に約21光年離れた位置にあるK型主系列星、HD 219134(グリーゼ892)を公転している7つの太陽系外惑星の内の1つである。HD 219134系の惑星では唯一、トランジットを起こすことが確認されている。
トランジットを起こすことが確認されている為、HD 219134 bは半径が地球の1.606倍で軌道傾斜角が85.058度であることが判明した。このことからHD 219134 bは地球と同じ岩石惑星であることが分かった。

## 特徴
| 地球 | HD 219134 b |
| ---- | ----------- |
| 地球 | Exoplanet   |

HD 219134 bは最初にドップラー分光法で発見された。しかし、その後トランジットが観測されたことによってHD 219134 bはトランジットを起こす太陽系外惑星では最も地球に近い惑星になった。
スピッツァー宇宙望遠鏡の観測によって、HD 219134 bは下限質量が地球の4.46倍であることが分かっていたが2017年の論文により4.74 M⊕であることが分かった。質量が地球の4.74倍、半径が地球の1.686倍であるためHD 219134 bはスーパーアースであるとされている。しかし、HD 219134からわずか0.03876 auしか離れておらず、大気の影響を除いた平衡温度も1015 K(742℃)と高温であるため生命の存在は見込めない。地球からも近いので、スーパーアースの研究に大きく貢献することが期待されている。
その後、HD 219134系にさらに3つの惑星(HD 219134 f、g、h)が発見された。